# اسپود وب
اسپود وب (انگلیسی: Spud Webb؛ زادهٔ ۱۳ ژوئیهٔ ۱۹۶۳) بازیکن بسکتبال اهل ایالات متحده آمریکا است. از باشگاه‌هایی که در آن بازی کرده‌است می‌توان به آتلانتا هاوکس، مینه‌سوتا تیمبرولوز، اورلندو مجیک، و ساکرامنتو کینگز اشاره کرد.